# 顧超
顧 超（漢音読み：こ ちょう、拼音：Gù Chāo、Gu Chao、1989年8月20日 - ）は、中国・上海市出身のサッカー選手。中国・スーパーリーグの浙江緑城所属。中国代表。ポジションはゴールキーパー。

## 所属クラブ
ユース経歴
- 根宝足球基地

プロ経歴
- 上海東亜足球倶楽部 2006-2010
- 杭州緑城足球倶楽部 2011-2015
- 江蘇蘇寧足球倶楽部 2016-2020
- 浙江緑城足球倶楽部 2021-